# 和好聖事

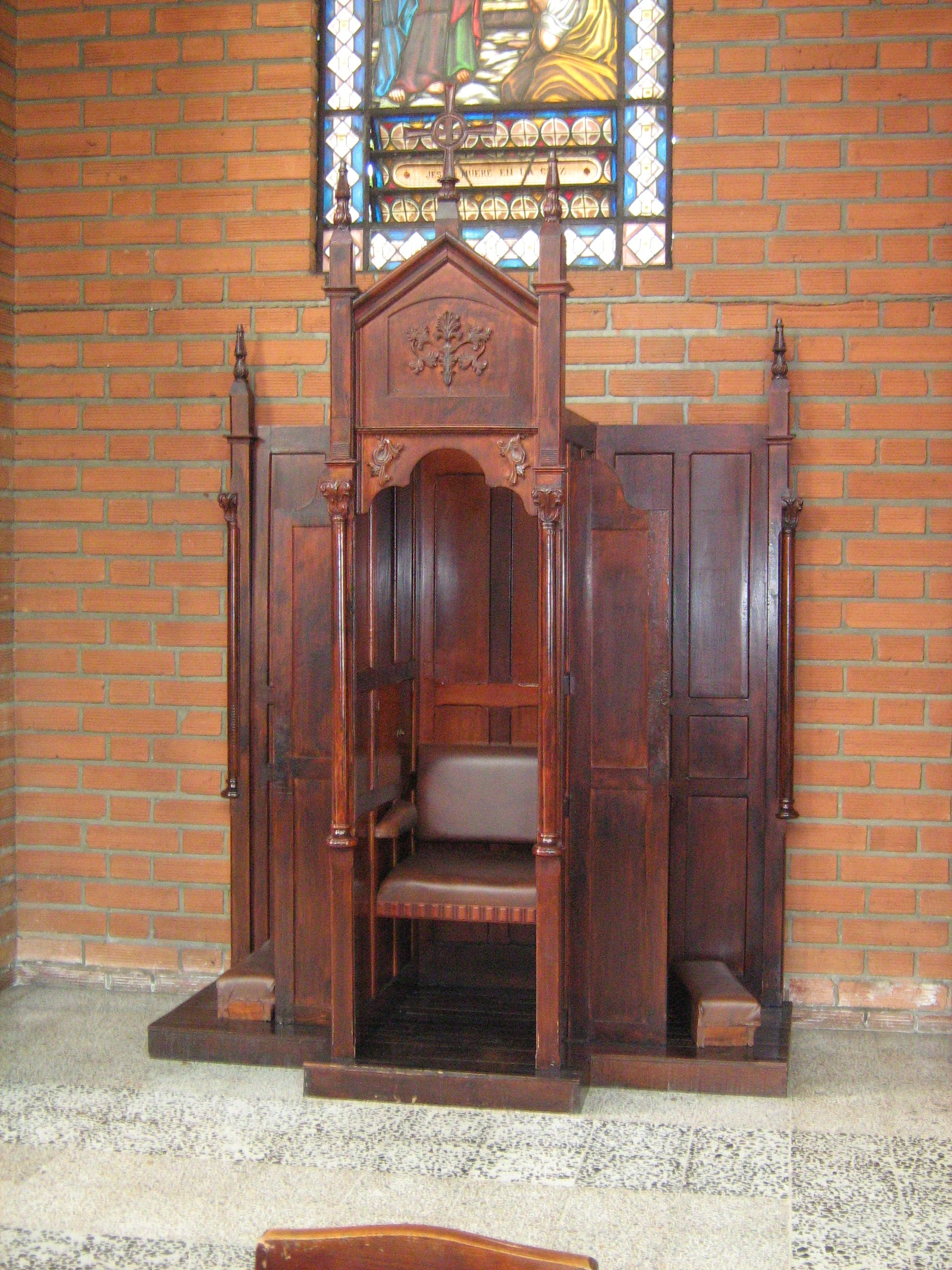
天主教會的告解室

和好圣事（英語：Penance、Confession），又称告解圣事、忏悔圣事、修和圣事，為天主教會和東正教會、聖公宗、信義宗部分派別當中的七件圣事之一。即信徒怀着痛悔之心，向合規的司鐸告明自己（领洗後）所犯的罪過，司鐸代表天主赦免其罪，使之与天主及教会重修旧好。
天主教會十分强调和好圣事的保密性。根据教理， 为保障圣事的神圣性，聆听告解的司鐸，对听到的罪行有绝对的保密义务，任何情况下不得以任何形式泄露，也不允许作为外在行为领域的任何决策的参考。泄露告解秘密的司鐸，会自动被绝罚。

## 歷史
《新約聖經》中的若望福音（約翰福音）20:22–23節中，耶穌在復活後對門徒們說：「你們領受聖神罷！你們赦免誰的罪，就給誰赦免；你們存留誰的，就給誰存留。」按照天主教會的觀點，這是和好聖事的原由。
隨早期基督教會不斷發展，逐漸形成一種看法，即已領受洗禮者如果犯下重罪必須要進行懺悔。最開始，是犯下重罪者在教友面前公開坦白自己的罪過，不過後來公開坦白這種形式被摒棄，逐漸形成了今日的秘密告解制度。
中世紀以前，天主教會對於和好聖事態度非常謹慎，一般只會在臨終前教友才會領受和好聖事。在教友告明罪過後，經過長時間的補贖，主教重新接納這名教友進入教會。不過，到中世紀後，教會的態度改變，逐漸形成沿用至今的和好聖事，此後教友可多次領受和好聖事。
新教除聖公宗、信義宗部分派別以外，因否認天主教會主張的司鐸赦罪權柄，而完全不承認和好聖事的效力。新教普遍認為，只有上帝（天主）有權赦免世人所犯的罪過，因此信友應直接向上帝懺悔，而非經由司鐸悔罪。